# 路最
路最，是衛氏朝鮮的丞相（朝鮮相）路人之子。
元封三年（前108年），漢武帝派兵攻打朝鮮，朝鮮戰敗，朝鮮相路人投降漢朝。元封三年（前108年）夏，路最殺害朝鮮王衛右渠的大臣成巳投降漢朝。路最被封為溫陽侯。

## 家庭
- 父：路人